# Ђифони Вале Пјана
Ђифони Вале Пјана (итал. Giffoni Valle Piana) је насеље у Италији у округу Салерно, региону Кампанија.
Према процени из 2011. у насељу је живело 10992 становника. Насеље се налази на надморској висини од 205 м.

## Становништво
| 1951. | 1961. | 1971. | 1981. | 1991.  | 2001.  | 2011.  |
| ----- | ----- | ----- | ----- | ------ | ------ | ------ |
| 8.461 | 8.957 | 8.534 | 9.202 | 10.460 | 10.992 | 12.024 |

## Партнерски градови
- Sacile